# Брубейкер, Рокни
Рокни Ли Брубейкер, II (англ. Rockne Lee Brubaker, II; род. 21 июня 1986 года в Сент-Луисе, Миссури, США) — американский фигурист, выступающий в парном катании. С Кеаной Маклафлин он — чемпион мира среди юниоров 2007 года, двукратный чемпион США (2008 и 2009) и серебряный призёр чемпионата четырёх континентов 2010. С Мэри Бет Марли — серебряный призёр чемпионата США 2012 года и бронзовый призёр чемпионата четырёх континентов 2012.

## Карьера

Рокни и Кеана Маклафлин выполняют тодес. 2008 год

Кеана и Рокни стали чемпионами мира среди юниоров выступая вместе менее года — они встали в пару весной 2006 года. С предыдущей партнершей, Мэриэл Миллер, Брубейкер выигрывал юниорское первенство США 2005 года и был четвёртым на юниорском чемпионате мира.
В первом же «взрослом» сезоне (2007-2008) новая пара сумела попасть в число шести финалистов серии Гран-при, но после выступления в короткой программе вынуждена была сняться с соревнований из-за травмы ноги у Рокни.
В 2008 году они выиграли взрослый чемпионат США, но не смогли принять участие в чемпионате мира из-за возрастных ограничений ИСУ: Кеане ещё не исполнилось 15 лет. В то же время участие в чемпионате мира среди юниоров также было невозможно, т.к. Рокни уже исполнился 21 год.
Сезон 2008-2009 Кеана и Рокни начали с серебряной медали на этапе Гран-при: Skate America, затем стали третьими на этапе Skate Canada. В январе 2009 года подтвердили свой титул чемпионов страны, а вот на чемпионате Четырёх континентов стали только пятыми.
По окончании сезона, Марлафлин и Брубекер сменили тренера и перешли к британскому фигуристу, чемпиону мира и Европы 1953 года в парном катании, Джону Никсу.
В сезоне 2009—2010, пара крайне неудачно выступила на национальном первенстве — они лишь 5-е. Таким образом, дуэт не попал на Олимпийские игры в Ванкувере и чемпионат мира, хотя был отправлен на чемпионат Четырёх континентов где завоевал серебряные медали.
В июне 2010 года Кеана Маклафлин и Рокни Брубейкер заявили о прекращении своего партнёрства. После продолжительных поисков, в августе 2010 года, Рокни встал в пару с Мэри Бет Марли.
Первым международным турниром для новой пары стал «Mentor Nestle Nesquik Cup» в Польше, который они выиграли. Став четвёртыми на чемпионате США 2011, завоевали право представлять страну на чемпионате четырёх континентов, где стали 8-ми.
В следующем сезони Марли и Брубекер завоевали серебряные медали национального первенства, стали третьими на чемпионате четырёх континентов, и вошли в 10-ку на чемпионате мира.
Перед началом сезона 2012—2013, несмотря на то что пара была заявлена на турниры серии Гран-при в Канаде и Японии, Марли объявила о завершении соревновательной карьеры.
В феврале 2013 года Рокни объявил, что его новой партнёршей будет Линдсей Дэвис, с которой он будет тренироваться в Кантоне у Марины Зуевой и Джонни Джонса.

## Спортивные достижения
(с Л. Дэвис)
| Соревнования                 | 2013—2014 |
| ---------------------------- | --------- |
| Чемпионаты США               |           |
| Этап Гран-при:Skate Canada   | 6         |
| Этап Гран-при:Rostelecom Cup | 7         |
| Nebelhorn Trophy             | 5         |
| Чемпионаты США               | 9         |

(с М.Б. Марли)
| Соревнования                   | 2010—2011 | 2011—2012 |
| ------------------------------ | --------- | --------- |
| Чемпионаты мира                |           | 10        |
| Чемпионаты Четырёх континентов | 8         | 3         |
| Чемпионаты США                 | 4         | 2         |
| Skate America                  |           | 7         |
| Международный кубок Ниццы      |           | 3         |
| Nestle Kangus Cup              | 1         |           |

(с К. Маклафлин)
| Соревнования                       | 2006—2007 | 2007—2008 | 2008—2009 | 2009—2010 |
| ---------------------------------- | --------- | --------- | --------- | --------- |
| Чемпионаты мира                    |           |           | 11        |           |
| Чемпионаты Четырёх континентов     |           |           | 5         | 2         |
| Чемпионаты мира среди юниоров      | 1         |           |           |           |
| Чемпионаты США                     | 1J.       | 1         | 1         | 5         |
| Финалы Гран-при                    |           | WD        |           |           |
| Этап Гран-при:Rostelecom Cup       |           |           |           | 3         |
| Этап Гран-при:Skate America        |           |           | 2         | 4         |
| Этап Гран-при:Skate Canada         |           |           | 3         |           |
| Этап Гран-при:NHK Trophy           |           | 2         |           |           |
| Этап Гран-при:Cup of China         |           | 2         |           |           |
| Финалы юниорского Гран-при         | 1         |           |           |           |
| Этапы юниорского Гран-при, Тайвань | 1         |           |           |           |
| Этапы юниорского Гран-при, Венгрия | 1         |           |           |           |

- WD = снялись с соревнований

(с М. Миллер)
| Соревнования                        | 2003—2004 | 2004—2005 | 2005—2006 |
| ----------------------------------- | --------- | --------- | --------- |
| Чемпионаты мира среди юниоров       |           | 4         |           |
| Чемпионаты США                      | 2N.       | 1J.       |           |
| Финалы юниорского Гран-при          |           | 3         | 3         |
| Этапы юниорского Гран-при, Болгария |           |           | 1         |
| Этапы юниорского Гран-при, Словакия |           |           | 1         |
| Этапы юниорского Гран-при, Румыния  |           | 2         |           |
| Этапы юниорского Гран-при, Франция  |           | 1         |           |
| Турнир «Triglav Trophy»             | 1J.       |           |           |

- N = детский уровень; J = юниорский уровень